# Slavkov pod Hostýnem
Slavkov pod Hostýnem (in tedesco Slawkow am Hostein) è un comune della Repubblica Ceca facente parte del distretto di Kroměříž, nella regione di Zlín.